# Jean Bernabé
Jean Bernabé (Le Lorrain, 1942 – Fort-de-France, 12 aprile 2017) è stato uno scrittore e linguista francese martinicano.
Professore di Lingue e Culture Regionali all'Université Antilles-Guyane, creò in questa università un gruppo di ricerche e studi negli ambiti creoli e francofoni.
Importante linguista creolo, partecipò nel 1989 con Patrick Chamoiseau e Raphaël Confiant alla scrittura del manifesto Elogio della creolità. Promosse in seguito la riconoscenza del creolo nell'ambito universitario e scolastico attraverso la creazione del CAPES (concorso per insegnare nelle scuole superiori) di creolo. 

## Opere
- Fondal-Natal, saggio, 1976
- Fondas-Kréyol, saggio, 1982
- Eloge de la créolité, saggio, 1989 (con Patrick Chamoiseau e Raphaël Confiant)
- Le bailleur d'étincelle, romanzo, 2002
- Précis de syntaxe créole, linguistica creola, 2003
- Le partage des ancêtres, romanzo, 2004

| Controllo di autorità | VIAF (EN) 79071947 · ISNI (EN) 0000 0001 1395 6915 · LCCN (EN) n78014657 · GND (DE) 13259224X · BNF (FR) cb11891462f (data) · J9U (EN, HE) 987007434769205171 |